# Avenergy Suisse
Avenergy Suisse, bis 2019 Erdöl-Vereinigung / Union petrolière, ist ein Schweizer Wirtschaftsverband, der die Interessen der Importeure flüssiger Brenn- und Treibstoffe in der Schweiz vertritt.
Die Vereinigung besteht seit 1961. Zunächst als Interessenvertretung der Heizölhändler und Tankstellenbetreiber gegründet, wurde sie in späteren Jahren durch die Leiter der Schweizer Ableger der internationalen Erdölgesellschaften Shell, BP, Total und Exxon Mobil geführt. Gemäss der NZZ am Sonntag ist anzunehmen, dass diese Konzerne die Vereinigung auch im Wesentlichen finanzieren. Schon kurz nach ihrer Gründung vernetzte sich die Erdöl-Vereinigung wirksam mit der Schweizer Wirtschaft und Politik; sie «war – und ist nach wie vor – in allen branchenrelevanten eidgenössischen Kommissionen vertreten, daneben in kantonalen energiepolitischen Gremien sowie in den Organisationen der Verkehrsträger». 2019 benannte sich die Erdöl-Vereinigung in Avenergy um.
Der Verband ist eine der führenden Lobbyorganisationen gegen den Klimaschutz in der Schweiz. Seit den 1980er Jahren war er bemüht, die wissenschaftlichen Erkenntnisse über die menschengemachte Klimaerwärmung und die Klimaforschenden öffentlich zu diskreditieren. In den 1980er Jahren bestritt etwa Baptist Gehr (Direktor 1979–1994), dass der Klimawandel nachweisbar sei. Rolf Hartl (Direktor 1994–2011 und Präsident 2011–2016) beklagte 2009, dass Kritik am IPCC kein Gehör finde, und 2011 sprach Präsident Roland Ganz von der Klimapolitik als «Panikmache». 2021 sagte Geschäftsführer Roland Bilang, dass sich die Mitglieder von Avenergy für die «Defossilisierung» der Energieträger einsetzten. Gemäss der Historikerin Monika Gisler verfolgt und verfolgte der Verband auch bereits früher, als es darum ging Schwefel im Heizöl oder Blei im Benzin zu reduzieren, das Credo «nur zugeben, was erforderlich ist, relativieren und auf die bereits erreichten Verbesserungen hinweisen».
Die Erdöl-Vereinigung erzielte mehrere wichtige politische Erfolge für ihre Branche. 2005 gelang ihr, so die NZZ am Sonntag, «einer der grössten Coups im Lobbyismus der jüngeren Geschichte», indem sie den Bundesrat davon überzeugte, auf den vom damaligen CO2-Gesetz vorgesehenen Preisaufschlag für Benzin zu verzichten und stattdessen freiwilligen Massnahmen der Erdölindustrie («Klimarappen») zuzustimmen. 2021 setzte Avenergy sich zusammen mit anderen Wirtschaftsverbänden erfolgreich gegen die Annahme des CO2-Gesetzes durch das Volk ein.